# Драгана Малешевић
Драгана Малешевић (Нови Сад, 19. октобар 1966) двоструки је доктор наука (доктор дидактичко-методичких наука и доктор педагошких наука). Образовала се за посао едукатора од средње педагошке школе до доктората. Стручно се усавршавала у Шкотској и Русији. Има богато искуство у едукацији као професор и просветни саветник Министарства просвете Рeпублике Србије.
Сертификовани је екстерни евалуатор за вредновање квалитета рада образовних установа од стране међународног SICI удружења.
Аутор је популарних и цитираних књига у штампаном и електронском формату на српском и енглеском језику. За едицију „Књиге са којима се расте” у октобру 2023. година добила је награду „Дечја књига године” на 66. Међународном сајму књига у Београду.
Јeднa је од оснивача и активни члан Удружења за развој професионалних вештина „ПРОВЕНС”, основаног ради остваривања циљева у области образовања, културе, уметности, предузетништва, очувања здравља, очувања животне средине, неговање толеранције и културне баштине народа и народности. Удружење је на Међународном сајму књига - Сајму образовања у Новом Саду, у марту 2023. године, као издавач награђен Специјалном наградом за допринос дечјем стваралаштву.
Живи у Новом Саду. Мајка је Јелене и Николе Малешевић.

## Образовање
Образовала се од средње до више педагошке школе, а затим Педагошког факултета у Сомбору. Магистрирала је и докторирала на Учитељском факултету у Врању Универзитета у Нишу, на смеру Методика наставе математике, као студент прве генерације доктораната учитељских факултета. Докторску дисертацију одбранила је 19. септембра 2011. године и стекла звање доктор дидактичко-методичких наука. Други докторат одбранила је 30. маја 2016. године на Филозофском факултету Одсека за педагогију Универзитета у Новом Саду. Тиме је стекла звање доктор педагошких наука.
Положила је стручне испите за рад наставника и сарадника (1990) и стручни испит за рад у органима државне управе (2002). Полагањем испита за просветне саветнике (2005) остварила је услове и стекла звање просветни саветник Министарства просвете РС, а полагањем испита за екстерног евалуатора (2012) добила међународни SICI сертификат и звање екстерни евалуатор.
Стручно се усавршавала на многобројним програмима и обукама у Републици Србији, Шкотској и Русији.

## Радно ангажовање
У периоду од 1988. до 2002. године радила је као учитељ у ОШ „Јован Поповић” у Новом Саду. У периоду од 2002. до 2017. године радила је као просветни саветник Министарства просвете и технолошког развоја Републике Србије у Школској управи Нови Сад. Од 2017. године запослена је као професор на Високој школи струковних студија за образовање васпитача у Кикинди.
Као просветни саветник Министарства просвете учествовала је у многобројним пројектима за спровођење политика и унапређивање образовања у Републици Србији који су реализовани у сарадњи са Заводом за вредновање квалитета образовања и васпитања и Заводом за унапређивање квалитета образовања и васпитања.
Била је члан комисија за одобравање програма обука стручног усавршавања наставника, васпитача и стручних сарадника и члан комисија за одобравање националних уџбеника ангажовањем од стране Завода за унапређивање образована и васпитања.
Радила је као уредник издања за децу у Стилос издаваштву, била рецензент публикација и уредник монографија. Аутор је 25 програма стручног усавршавања наставника и других запослених у јавном и приватном сектору. Такође, аутор је популарних и цитираних књига објављених и штампаном и електронском формату на српском и енглеском језику. Има објављене чланке и аутор је Дидактичког средства „Кућица” за развој логичког мишљења и развој почетних математичких појмова.
Ради као члан комисија за полагање стручног испита за лиценце наставнике, васпитача и стручне сараднике ангажовањем од стране Одеска за полагање лиценце Министарства просвете РС и Покрајинског секретаријата за образовање, прописе, управу и националне мањине – националне заједнице.
Ради на многобројним ауторским, националним и међународним пројектима и учествовала на националним и међународним конференцијама као излагач.
Учествовала је у писању подзаконских аката и један је од оснивача Удружења за развој професионалних вештина „ПРОВЕНС”.

## Настава
Као професор струковних студија Високе школе струковних студија за образовање васпитача у Кикинди на основним струковним студијама остварује наставу из наставних предмета: Методика развоја почетних математичких појмова, Методичке активности из развоја почетних математичких појмова и Професионалне вештине. На мастер струковним студијама остварује наставу из наставног предмета Игра као центар предшколског курикулума.

## Области научног интересовања
Области њеног научног деловања су педагошке и андрагошке науке, нарочито:
- Методика почетне наставе математике;
- Предшколска педагогија (игра као центар курикулума, пројектни приступ);
- Професионалне вештине (интраперсоналне и интерперсоналне професионалне вештине запослених);
- Дидактика (методе и технике учења, учење расуђивањем);
- Конструктивистичка педагогија (начини употреба предзнања и начини мисаоне активизације);
- Интердисциплинарни приступ у образовању и васпитању (свих образовних нивоа)
- Стандардизација (израда стандарда квалитета рада у образовању);
- Евалуација у образовању (примена самовредновања и вредновања квалитета рада наставника и установа).

## Научни и практични допринос
У области предшколског васпитања и образовања
Аутор је иновативног и савременог метода васпитања и образовања деце предшколског узраста. Њен метод се заснива на уважавајућем односу према детету као бићу потенцијала, при чему се уважавају дететова предзнања и дете је активни учесник у сопственом учењу и развоју. Утицај на дететов развој је у свим аспектима његове личности.
Код деце се нарочито развија способност за опажање и утиче се на дужину трајања његове слушне и визуелне пажње, развија се говор детета, способност за учење откривањем и мишљење. Специфична карактеристика овог метода је што од деце тражи да стварају претпоставке, које потом потврђују или одбацују што их учи да истраживачки мисле. Метод укључује примену дигиталних уређаја – мобилног телефона или таблета, помоћу којих деца очитавају QR кодове. Линкови QR кодова воде дете до звучних и/или видео записа и омогућују развијање јасних појмова деце. Питања која се постављају деци немају само један већ више тачних одговора чиме се развија дивергентно мишљење, промишљање о многобројним решењима, а не само размишљање о једном тачном одговору. Тачност својих одговора деца самостално контролишу помоћу матрице.
Свој метод применила је у писању едиције од шест књига за децу под називом „Књиге са којима се расте“, наслова: „Биљке“, „Животиње наших крајева”, „Облици и бројеви”, „Откривамо чудесни свет”, „Шта све може моје тело” и „Животиње далеких крајева”. Ово су интерактивне књиге са QR кодовима и матрицама. Садржаји свих шест књига едиције су у повезани што омогућује целовитост дететове спознаје. Интеракција детета и књиге остварује се преко текста, слике, QR кодова и матрице за самоконтролу. Текст ових књига комуницира са дететом и подстиче га да активно истражује и открива, као и да говори о својим опажајима и изражава своје мишљење. Видео и звучни записи QR кодова омогућују развој дигиталне компетенције деце и пружају много више података него било која књиге са овим темама за овај узраст. Матрица пружа могућност самопроцене тако да дете може само да провери тачност својих одговора. Ове књиге су богат ресурс за заједничко и индивидуално истраживање и учење. Ове иновативне и аутентичне књиге могу се успешно користити уз помоћ одраслих или деца индивидуално, у пару и у групи у пројектима предшколских установа.
У области дидактике
- Аутор је „Хеуристичко-алгоритамског модела за учење откривањем” (докторска дисертација и објављени чланци) чија примена у настави ученицима омогућује да уче откривањем, расуђивањем;

У области методике развијања почетних математичких појмова
- Аутор је „Мапе развоја почетних математичких појмова на предшколском узрасту” која васпитачима омогућује преглед свих математичких појмова који се развијају на предшколском узрасту и представљају приказ развојности математичких појмова на три нивоа развојности у складу са способностима деце.
- Аутор је „Листи за праћење развојности математичких појмова предшколске деце” које омогућују индивидуално праћење развоја почетних математичких појмова предшколске деце.

У области развоја интраперсоналних и интерперсоналних професионалних вештина
Аутор је техника за унапређивање професионалних компетенција запослених. Њене ауторске технике објављене су у њеним књигама, а то су:
- „Техника РАВНОТЕЖА” за успостављање личног баланса;
- „Техника ИСКОРАК” за успостављање личног баланса и успостављање личног уравнотежавања;
- технике за разрешавање конфликата на послу „Координате за разрешавање интерперсоналних конфликата”;
- технике за разрешавање стреса и сагоревања на послу „Координате за решавање стреса и сагоревања на послу”;
- технике за успешно преговарање и помоћ у доношењу одлука на основу преговора „Координате за преговарање у послу”.

Аутор је скала самопроцене професионалних компетенција запослених, међу којима су најзапаженије
- „Скала емоционалне интелигенције у послу” на основу које запослени добијају резултате о нивоу развијености своје емоционалне интелигенције, као и резултати о својој интимној емоционалној интелигенцији, социјалној интелигенцији и емоционалној интелигенцији егзистенције у послу.
- У аспекту тимског рада аутор је скале самопроцене „Улоге у тиму” којом дефинише десет улога реалних пословних тимова и указује на предности и слабости сваке од улога приликом тимског рада.
- У аспекту руковођења аутор је скале самопроцене „Ја као лидер” која је заснована на најсавременијој теорији о лидерству – трансформационом лидерству.
- У аспекту конфликата на послу аутор је скале самопроцене „Мој стил понашања у конфликтима на послу” која омогућује идентификацију примарног и секундарног стила запослених у конфликтним ситуацијама на послу и даје описе и примену сваког од стилова.
- У аспекту стреса и сагоревања на послу скале самопроцене за одређивање нивоа синдрома сагоревања на послу.

Аутор је приказа потребних и пожељних вештина и особина запосленик приказаних кроз три сета: основне образовне вештине, напредне мисаоне вештине и лични квалитети;
Дала је ауторски приказ о вољи, вољним путевима и остваривању воље; ауторски приказ интраперсоналних вештина у самосвесности и управљању собом, као и приказ препорука за успешну професионалну комуникацију са скалом процене.

## Програми стручног усавршавања запослених
Аутор је 25 програма стручног усавршавања запослених и реализатор преко 300 обука. Седам програма је данас актуелно и остварује се у установама и предузећима у јавном и приватном сектору.
Њени ауторски програми усавршавања запослених у јавном и приватном сектору засновани су на ауторским техникама, вежбама и скалама самопроцене описаним у њеним књигама. То су програми: „Вештина управљања сопственим потенцијалима”, „Вештина управљања својим емоцијама и разумевање емоција других људи у послу”, „Вештина решавања конфликата на послу”, „Вештина спречавања стреса и сагоревања на послу”, „Вештина рада у тиму и вештина руковођења” и „Вештина вербалне и невербалне комуникације и интуитивни осети у послу”. Ове програме остварује у организацији Удружења за развој професионалних вештина „ПРОВЕНС”.
Од 2010/11. године до данас ЗУОВ је акредитовао седам програма у којима је она била аутор или коаутор. Последњи акредитован и актуелан програм стручног усавршавања наставника за 2020/21. школску годину је њен ауторски програм „Настава усмерена на ученика”.

## Пројекти
У периоду од 2002. до 2017. године као просветни саветник учествовала је као члан и спроводилац пројеката унапређивања образовања и васпитања. Неки од пројеката су:
- Члан Тима за обезбеђење квалитета од 2003. године који је радио на успостављању система самовредновања и вредновања квалитета рада образовних установа. Овај тим израдио је стандарде и успоставио први систем (само)вредновања квалитета образовних установа у Републици Србији. Ови стандарди, објављени у Приручнику за самовредновање и вредновање рада образовних установа, образовне установе су користиле у функцији самовредновања, а просветним саветницима Републике Србије били су основ за вредновање квалитета рада наставника и образовних установа.
- Члан централне комисије на пројекту: Израда стандарда компетенција за професију наставника 2009—2011. Резултат пројекта: Правилник о стандардима компетенција за професију наставника и њиховог професионалног развоја ("Сл. гласник РС - Просветни гласник", бр. 5/2011).
- Члан радне групе на пројекту: „Подршка осигурању квалитета Завршних испита на националном нивоу у основним и средњим школама”, 2011. – Резултат пројекта: Приручник за реализацију завршних испита.
- Аутор је пројекта „Тематско планирање и интеграција садржаја у припремном предшколском програму“ (2008—2009) који је реализован у сарадњи са васпитачима и стручним сарадницима предшколске установе „Радосно детињство” у Новом Саду. Као резултат пројекта издати су радни листови за области Развој говора, Математика и Упознавање околине и шест методичких приручника за области Развој говора, Математика, Упознавање околине, Ликовна култура, Музичка култура и Физичко васпитање. Опис пројекта приказан у раду Малешевић, Д. (2009): Тематско планирање и интеграција садржаја у припремном предшколском програму. Педагошка стварност, 7-8, 790-802.
- Спољашњи је евалуатор на пилотирању стандарда квалитета предшколских установа и водитељ обука за просветне саветнике у пројекту „Инклузивно предшколско образовање и васпитање (ЕЦЕЦ)”, 2019: у оквиру пројектног задатка „Унапређење система вредновања квалитета рада предшколских установа“. Носилац пројекта: Институт за педагогију и андрагогију уз партнерску подршку Центра за европске политике (ЦЕП) из Београда
- Учесник је у истраживачком пројекту „Утицај родитеља и васпитача на формирање толеранције код деце предшколског узраста” 2020. Аутор пројекта Јелена Мићевић Карановић, носилац пројекта: Висока школа струковних студија за образовање васпитача у Кикинди; пројекат подржао Покрајински секретаријат за високо образовање и научноистраживачку делатност решењем број: 142-451-2205/2020-02/1. Резултат: монографска публикација „Утицај родитеља и васпитача на формирање толеранције код деце предшколског узраста”, а део приказа истраживања она је израдила на тему: Расна и етничка социјална дистанца васпитача и родитеља деце предшколског узраста (стр. 135-151).[6]
- Учесник је у истраживачком пројекту „Експлорација адаптације студената високе школе струковних студија за образовање васпитача у кикинди на кризну ситуацију изазвану пандемијом ковида 19, 2020; аутор пројекта Јелена Мићевић Карановић, носилац пројекта: Висока школа струковних студија за образовање васпитача у Кикинди; Резултат: монографска публикација пројекту „Експлорација адаптације студената високе школе струковних студија за образовање васпитача у Кикинди на кризну ситуацију изазвану пандемијом Ковид-19, а део приказа истраживања она је израдила на тему: Препознавање и управљање емоцијама у току пандемије (стр. 49-57).[7]

### Штампана издања књига
- Малешевић, Д. (2023). Српско-руски звучни речник за децу,
- Едиција „Књиге са којима се расте” од шест наслова:
  - Малешевић, Д. (2023). Шта све може моје тело – интерактивна књига са 99 QR линкова и матрицом 
  - Малешевић, Д. (2023). Животиње далеких крајева – интерактивна књига са 135 QR линкова и матрицом
  - Малешевић, Д. (2022). Биљке – интерактивна књига са 78 QR линкова и матрицом, ПРОВЕНС 
  - Малешевић, Д. (2022). Животиње наших крајева – интерактивна књига са 89 QR линкова и матрицом, ПРОВЕНС 
  - Малешевић, Д. (2022). Облици и бројеви – интерактивна књига са 43 QR линкова и матрицом, ПРОВЕНС 
  - Малешевић, Д. (2022). Откривамо чудесни свет – интерактивна књига са 93 QR линкова и матрицом, ПРОВЕНС
- Малешевић, Д. (2021). Вештине вербалне и невербалне комуникације и интуитивни осети у послу – Водич за развијање вештина са практичним задацима. Нови Сад: Удружење за развој професионалних вештина „ПРОВЕНС“.[8]
- Малешевић, Д. (2020). Професионалне вештине - Водич за самопроцену остварености и развој професионалних вештина потребних и пожељних у обављању било којег посла. Нови Сад: Удружење за развој професионалних вештина „ПРОВЕНС“.[9]
- Малешевић, Д. (2020). Вештине управљања својим потенцијалима – Водич за развијање вештине са практичним задацима. Нови Сад: Удружење за развој професионалних вештина „ПРОВЕНС“.[10]
- Малешевић, Д. (2020). Вештине управљања својим емоцијама и разумевања емоција других људи у послу – Водич за развијање вештина са практичним задацима. Нови Сад: Удружење за развој професионалних вештина „ПРОВЕНС“.[11]
- Малешевић, Д. (2020). Вештина решавања конфликата на послу– Водич за развијање вештине са практичним задацима. Нови Сад: Удружење за развој професионалних вештина „ПРОВЕНС“.[12]
- Малешевић, Д. (2020). Вештине управљања стресом и спречавање сагоревања на послу – Водич за развијање вештина са практичним задацима. Нови Сад: Удружење за развој професионалних вештина „ПРОВЕНС“.[13]
- Малешевић, Д. (2020). Вештина рада у тиму и вештина руковођења – Водич за развијање вештина са практичним задацима. Нови Сад: Удружење за развој професионалних вештина „ПРОВЕНС“.[14]
- Мићевић Карановић, Ј., Месарош Живков, А., Маљковић М., Малешевић, Д., Павлов, С. & Бркљач, Т. (2020). Утицај родитеља и васпитача на формирање толеранције код деце предшколског узраста. Кикинда: Висока школа струковних студија за образовање васпитача у Кикинди.
- Мићевић Карановић, Ј., Месарош Живков, А., Маљковић М., Шапић, Р., Малешевић, Д., Варађанин, В., Павлов, С., Вукобрат, А. & Бркљач, Т. (2020). Експлорација адаптације студената високе школе струковних студија за образовање васпитача у Кикинди на кризну ситуацију изазвану пандемијом Ковид-19. Кикинда: Висока школа струковних студија за образовање васпитача у Кикинди.
- Малешевић, Д. (2019). Мапа развоја почетних математичких појмова - Листe за праћење развојности математичких појмова деце предшколског узраста. Кикинда: Висока школа струловних студија за образовање васпитача у Кикинди.
- Малешевић, Д. (2019). Дидактичко средство „Кућица“ са пратећим методичким упутством. Кикинда: Висока школа струковних студија за образовање васпитача у Кикинди.
- Малешевић, Д., Влаховић, Д. и Врбашки Ђ. (2009). Приручник за васпитаче - Математика, збирка активности за рад припремној групи. Нови Сад: .
- Малешевић, Д., Врбашки Ђ. и Миловић З. (2009). Математика, радни листови за припремну предшколску групу. Нови Сад: .
- Бојанић, М. & Букинац, Б. &...Малешевић, Д.&... (2005). Приручник за самовредновање и вредновање рада школе. Београд: Министарство просвете и спорта и British council.
- Малешевић, Д., Маричић С. (2004). Математика - уџбеник за други разред основне школе. Београд: Народна књига.
- Малешевић, Д., Маричић С. (2004). Математика – радни листови за други разред основне школе. Београд: Народна књига.
- Малешевић, Д. (2005). Методички приручник за рад са уџбеником и радним листовима за математику у другом разреду основне школе. Београд: Народна књига.
- Малешевић, Д. (2000). Математика – сликовни наставни листови за 1. разред основне школе. Нови Сад: Едука д.о.о.

### Електрoнска издања књига
- (2021). Skills of Managing Your Potentials - A Skill Development Guide with Practical Exercises. Нови Сад: Association for the Development of Professional Skills „PROVENS“.
- Малешевић, Д. (2021). Вештине вербалне и невербалне комуникације и интуитивни осети у послу – Водич за развијање вештина са практичним задацима. Нови Сад: Удружење за развој професионалних вештина „ПРОВЕНС“.
- . (2020). .
- Малешевић, Д. (2020). Професионалне вештине - Водич за самопроцену остварености и развој професионалних вештина потребних и пожељних у обављању било којег посла. Нови Сад: Удружење за развој професионалних вештина „ПРОВЕНС“.. Нови Сад. 2021. ISBN 978-86-81816-15-8. Недостаје или је празан параметар |title= (помоћ)
- Малешевић, Д. (2020). Вештине управљања својим потенцијалима – Водич за развијање вештине са практичним задацима. Нови Сад: Удружење за развој професионалних вештина „ПРОВЕНС“.
- Малешевић, Д. (2020). Вештине управљања својим емоцијама и разумевања емоција других људи у послу – Водич за развијање вештине са практичним задацима. Нови Сад: Удружење за развој професионалних вештина „ПРОВЕНС“.
- Малешевић, Д. (2020). Вештина решавања конкфликата на послу – Водич за развијање вештине са практичним задацима. Нови Сад: Удружење за развој професионалних вештина „ПРОВЕНС“.
- Малешевић, Д. (2020). Вештине управљања сресом и спречавање сагоревања на послу – Водич за развијање вештине са практичним задацима. Нови Сад: Удружење за развој професионалних вештина „ПРОВЕНС“.
- Малешевић, Д. (2020). Вештина рада у тиму и вештина руковођења – Водич за развијање вештине са практичним задацима. Нови Сад: Удружење за развој професионалних вештина „ПРОВЕНС“.

### Објављени радови
- Малешевић, Д. (2017). Конструктивизам у моделу наставе са дијалектичким јединством аспекта развоја личности. Образовна технологија, 3-4, 197 – 206.[15]
- Milutinović, Jovana J.; Malešević, Dragana S. (2017). „Socijalni I Afektivni Efekti Primene Programa "Korak Po Korak"”. Zbornik Odseka Za Pedagogiju (25): 115—130. doi:10.19090/zop.2016.25.115-130.
- Малешевић, Д. (2015). Рефлексија као фактор личног и професионалног унапређивања. Образовна технологија, 3, 189 – 198. 4.	Малешевић, Д. (2014). Развијање теорије учење откривањем. Образовна технологија, 4, 333-342[16]
- Малешевић, Д. (2012). Нова врста модела: Хеуристичко – алгоритамски модел. Образовна технологија, 3, 279 -286
- Малешевић, Д. (2012). Интердисциплинарни приступ у планирању и реализацији садржаја у првом разреду основне школе. Зборник саопштења са научног скупа Повезивање наставних предмета и модели интегрисане наставе у основној школи. Сомбор: Универзитет у Новом Саду, Педагошки факултет у Сомбору
- Малешевић, Д. (2012). Процес оспособљавања ученика за самостално учење откривањем. Образовна технологија, 2, 143-152.
- Малешевић, Д. (2009). Тематско планирање и интеграција садржаја у припремном предшколском програму. Педагошка стварност, 7-8, 790-802.
- Малешевић, Д. (2003). Рачунар – од играчке до алата. Технологија, информатика, образовање 2, 278 – 282. (II Међународни симпозијум: Технологија и информатика у образовању – изазов 21. века у организацији Института за педагошка истраживања и Центра за развој и примену науке, технологије и информатике, 5.10.2002. у Београду)
- Малешевић, Д. (2001). Приступ рецепцији и открићу. Зборник радова са XIV Conference on Applied Mathematics PRIM 2000. University of Novi Sad, Institut of Mathematics, 144 - 150 стр.
- Малешевић, Д. (2001). Дидактичко средство „Кућица”, Учитељ, 71 – 72, 172 –174.